# 卞喜
卞 喜（べん き）は、中国の通俗歴史小説『三国志演義』に登場する架空の武将。

## 三国志演義
| 姓名         | 卞喜 |
| 出身地       | -    |
| 職官         | -    |
| 陣営・所属等 | 曹操 |
| 家族・一族   | -    |

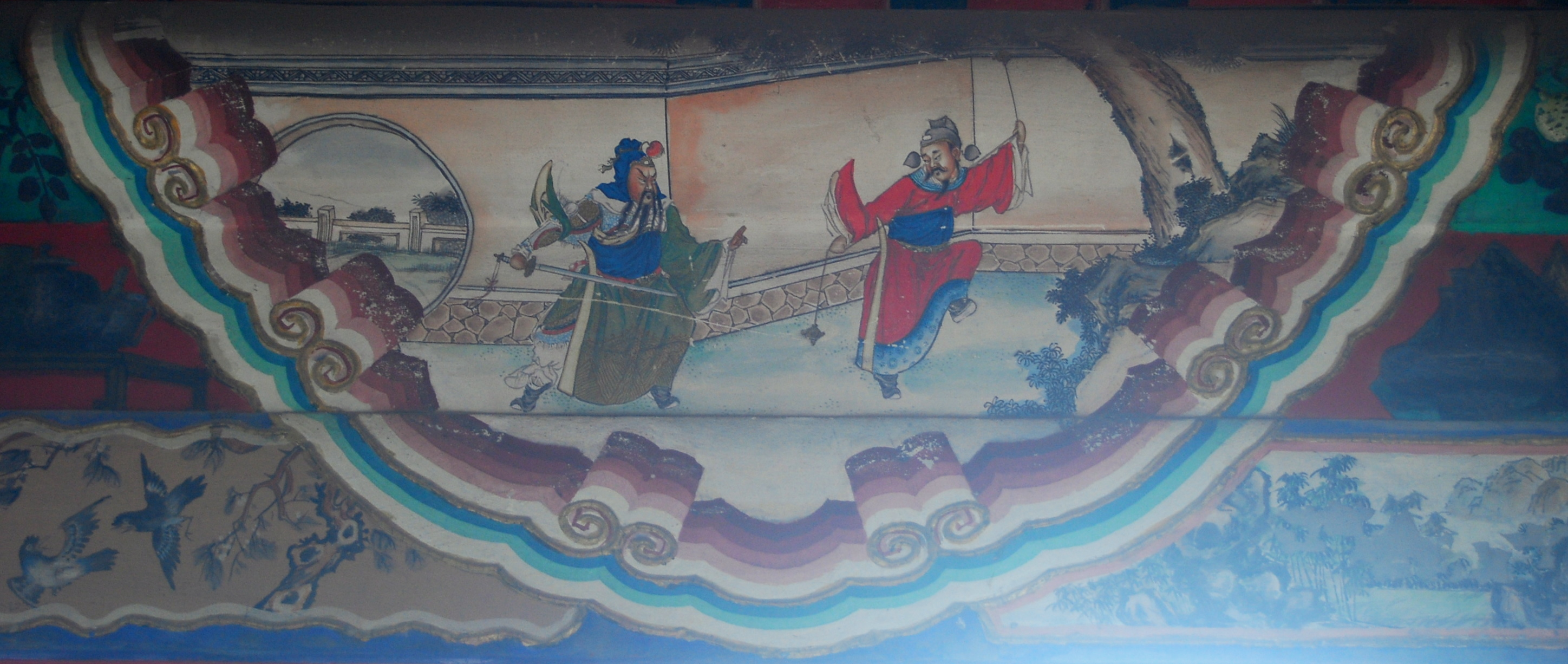
三国志演義における関羽（左）と卞喜（右）

元黄巾賊で、曹操の部将として登場。流星鎚の使い手。沂水関を守っている際、千里行中の関羽が通りかかるとの報告を受け、これを謀殺しようと鎮国寺に兵を伏せる。しかし寺の僧侶・普浄が関羽に密告し露見。流星鎚を飛ばして戦うが、関羽にあっけなく斬り捨てられてしまう。
吉川英治の小説『三国志』、横山光輝の漫画『三国志』では「弁喜（）」として登場。吉川『三国志』では、策を見破られると、流星鎚の腕を振るう暇すら与えられず、関羽に斬殺されてしまう。一方、横山『三国志』では『演義』と同様に流星鎚で抵抗するが、関羽の薙刀で寺の柱ごと首筋を両断されるという豪快な最期を遂げている。またテレビアニメ『最強武将伝 三国演義』では関羽に流星鎚を投げつけるが、関羽に逆に奪われ逃げる途中関羽の投げた流星鎚が背中に当たり死亡した。